# KiKA
KiKA [ˈkiːkaː], Kinder-Kanal, egy német nyelvű - az ARD és ZDF gyerekeknek és fiataloknak szóló tévécsatornája, melynek székhelye Erfurt, Németország. Korábbi nevei Clubhouse, Kinderkanal, KI.KA, KiKa.
A csatorna a német állami televíziós csatornákkal (ARD és ZDF), valamint a többi műsorszolgáltatók (Úgy mint a  BR, HR, MDR, NDR, Radio Bremen, RBB, SR, SWR, és WDR) csatornák táborába tartozik. A gyermekcsatorna elsősorban a 3 és 13 éves korosztály kedvelt csatornája, mely minden nap reggel 6 és este 21 óra között sugároz adást. 
A csatornán látható a korábban már a ZDF televízió által bemutatott Tabaluga Tivi gyermekprogram is. A KiKA csatorna adott helyet a 2000-es években az igen népszerű Tolle Sachen TV Shop báb-paródiának, ezeket követte a TV2 Séf scatch program és a különálló filmeket összegyűjtő Berdivent.
A csatorna Magyarországon is elérhető a Magyar Telekom kínálatában a 157-es programhelyen csak német nyelven. 

## Műsorok
- Bernd das Brot
- Berndivent
- Chili TV
- Die Sendung mit der Maus
- Fortsetzung folgt
- KiKA Kummerkasten
- KiKA Live
- Krimi.de
- logo!
- Löwenzahn
- Schloss Einstein
- Sonntagsmärchen
- Willi wills wissen
- Wissen macht Ah!

## Igazgatók
- 1997–2000: Albert Schäfer
- 2000–2008: Frank Beckmann
- 2008–2013: Steffen Kottkamp (2012. decemberétől 2013. márciusáig szabadságon, 2013 márciusában elbocsátva[1])
- 2012–2013: Tobias Hauke (megbízott)
- 2013. augusztusától: Michael Stumpf